# Neispravimyj lgun
Neispravimyj lgun (russisk: Неисправимый лгун) er en sovjetisk spillefilm fra 1973 af Villen Azarov.

## Medvirkende
- Georgij Vitsin - Aleksej Ivanovitj Tjutjurin
- Inna Makarova - Zinaida Nikolaevna Tjutjurina
- Nikolaj Prokopovitj - Vasilij Vasiljevitj Mymrikov
- Vladimir Etusj
- Edita Pjekha